# Bas-Canada
Pour les articles homonymes, voir Canada (homonymie).
26 décembre 1791 – 10 février 1841
(49 ans, 1 mois et 15 jours)
Entités précédentes :
- Province de Québec

Entités suivantes :
- Province du Canada
- Colonie de Terre-Neuve (1809)

Le Bas-Canada est une colonie britannique d'Amérique du Nord crée par l'Acte constitutionnel de 1791 et dissoute par l'Acte d'union de 1841. Elle est le résultat de la division de la province de Québec en deux colonies ; le Haut-Canada et le Bas-Canada, qui fusionnent à nouveau pour former le Canada-Uni en 1841.
Colonie britannique majoritairement francophone et catholique dotée de son propre code civil et des vestiges du régime seigneurial de la Nouvelle-France, le Bas-Canada voit durant ces cinq décennies d’existence sa population croître de 160 000 à plus de 650 000 habitants. La principale ville de la colonie est Québec où siège le Parlement du Bas-Canada composé du lieutenant-gouverneur, nommé par le parlement britannique, du Conseil législatif, nommé à vie par le lieutenant-gouverneur, et la Chambre d'assemblée, élue au suffrage censitaire.
Le début du XIXe siècle voit la guerre anglo-américaine de 1812 et les prémices de la révolution industrielle au Bas-Canada. Le canal de Lachine ouvre à la navigation puis 1825 et le premier chemin de fer, le chemin de fer Champlain et Saint-Laurent, entre La Prairie et Saint-Jean-sur-Richelieu, est inauguré en 1835. Résultat des tensions politique qui atteignent leur paroxysme avec le rejet par le Parlement britannique des 92 résolutions, la Rébellion des Patriotes de 1837-1838, qui proclame une république, est écrasée par l'Armée britannique. Le rapport Durham, qui suit les événements, recommande une réorganisation coloniale, la fusion du Haut-Canada et du Bas-Canada en 1841. 

## Histoire

### Scission de la province de Québec

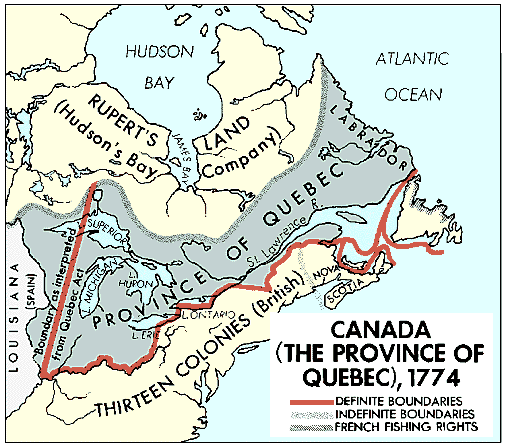
C'est à partir de la province de Québec en 1791 qu'est créé le Bas-Canada.

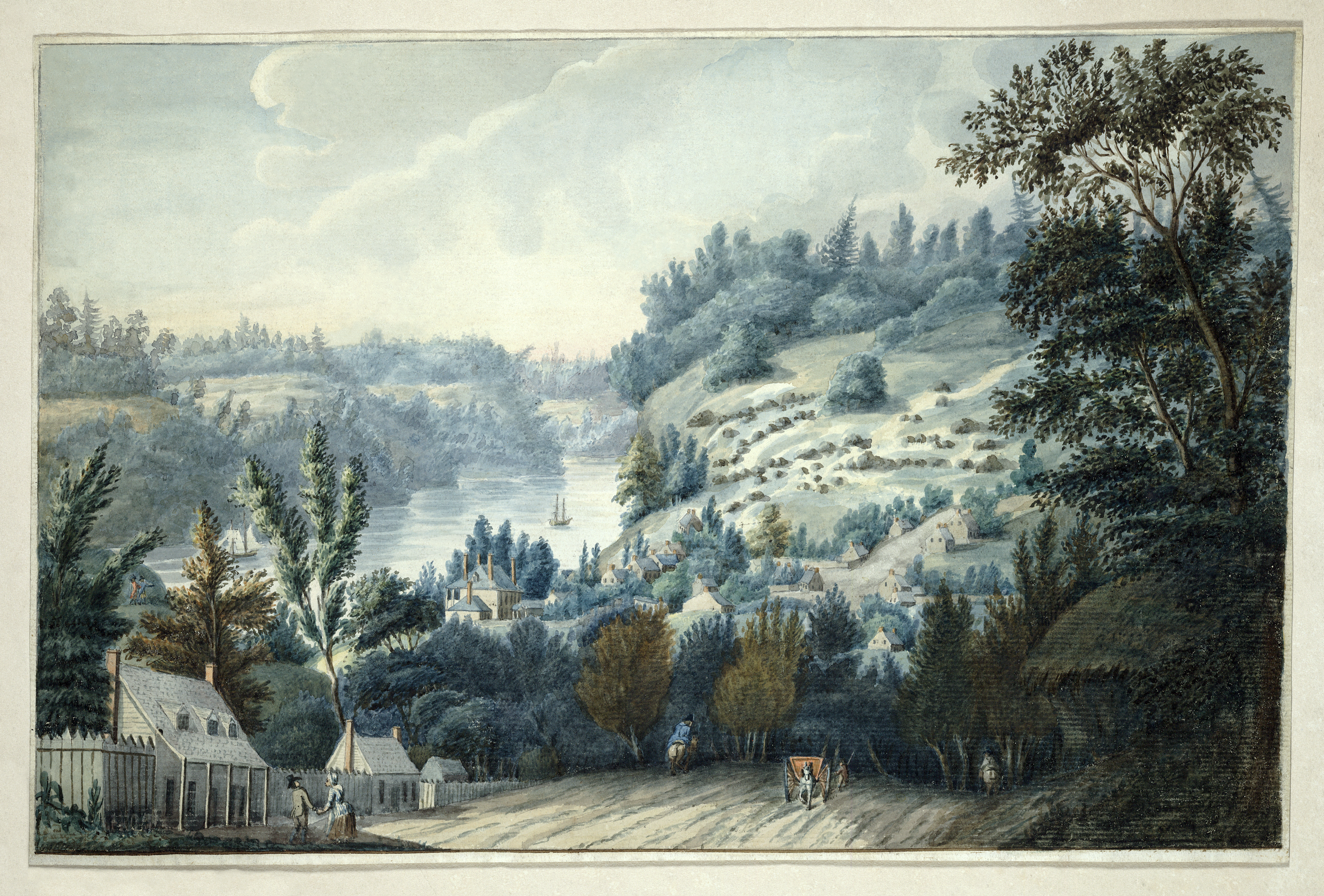
Les loyalistes quittent les États-Unis pour coloniser le Canada.

Conséquence de la victoire britannique au terme de la guerre de la Conquête, la création de la province de Quebec, est officialisé par la proclamation royale de 1763. Le territoire de la nouvelle colonie s'étend à la grandeur système hydrologique du fleuve Saint-Laurent et des Grands Lacs et compte plus de 70 000 habitants canadiens, très majoritairement francophones et catholiques. La proclamation royale octroie des avantages considérables aux dizaines de marchands anglais, seuls les hommes de confession protestante ou huguenote sont admis aux postes administratifs de la province de Québec.
L'administration coloniale est chargée d'appliquer les instructions royales, c'est-à-dire faire de l'anglais la langue officielle, procéder à l'assimilation des enfants francophones à l'école anglaise et au protestantisme et l'abolition des droits seigneuriaux. Toutefois, face à la réticence générale de la population en supériorité numérique, l'instabilité grandissante dans les Treize colonies, et leur volonté de supplanter les nobles français, les autorités seront contraintes d'adopter une position de conciliation. Les concessions du Parlement britannique seront officialisées par l'Acte de Québec en 1774, L'Acte garanti le droit de pratiquer librement la religion catholique et le maintien du droit civil français qui assure, implicitement, la dualité linguistique dans les institutions.
La guerre d'indépendance des États-Unis se conclut par les traités de Paris et de Versailles de 1783 et l'arrivée d'entre 35 000 et 40 000 Loyalistes dans les colonies demeurées britanniques soit les colonies de la Nouvelle-Écosse, du Nouveau-Brunswick et la province de Québec. Environ 2000 loyalistes s'installent dans la vallée du Saint-Laurent. La Couronne britannique indemnise et octroie des terres de 200 à 1 200 acres et de l'équipement agricole à chaque famille loyaliste s'établissant dans la province de Québec. La plupart des loyalistes de la province de Quebec, environ 7500, s’établiront dans le Golden Horseshoe, sur la rive ouest du lac Ontario.
Cette arrivée massive de loyalistes anglophones, l'Acte de Québec devient vite inapplicable, puisque ces derniers réclament le système parlementaire et les lois civiles britanniques. Le gouvernement britannique répond aux doléances des loyalistes et propose un compromis entre les aspirations des Canadiens et celles de ses loyaux sujets : l'Acte constitutionnel de 1791.

### Création du Bas-Canada

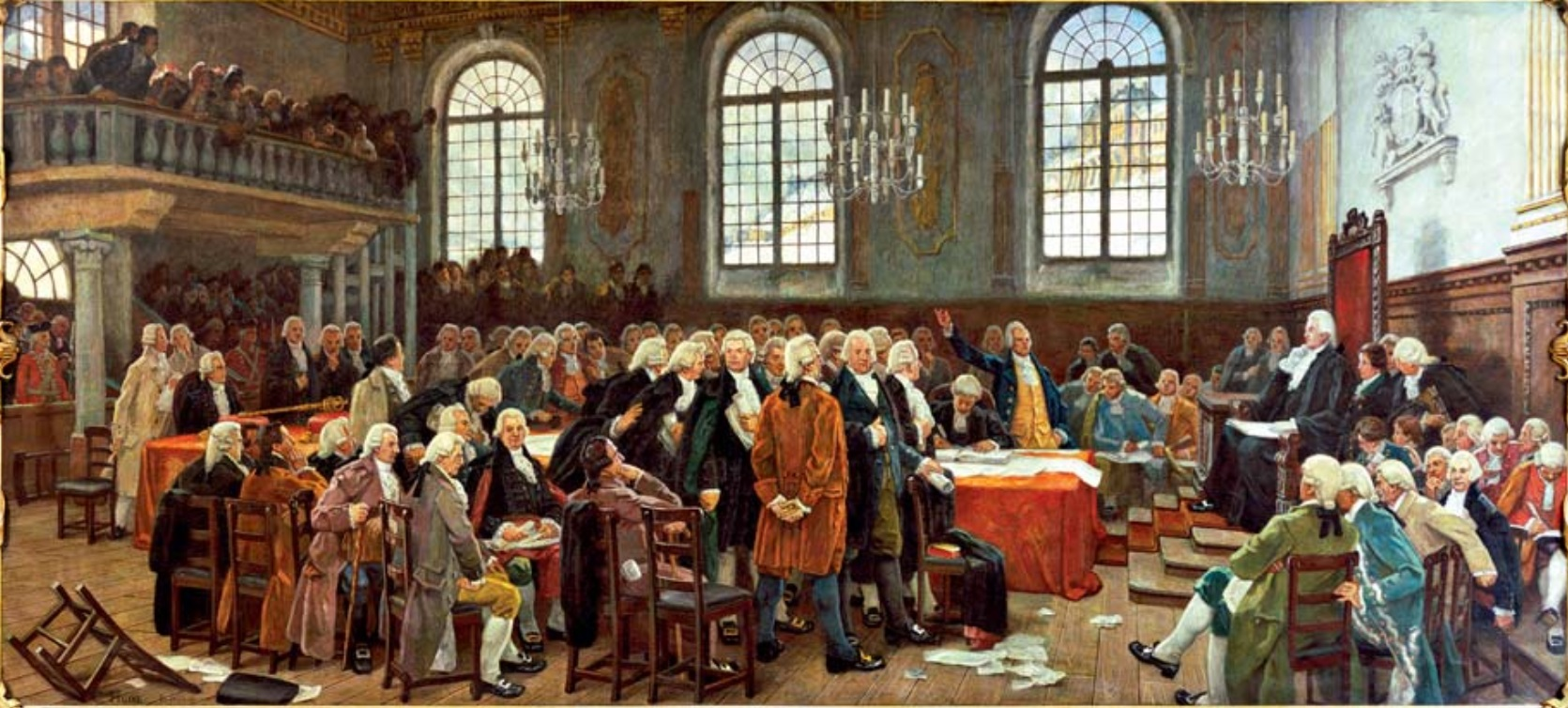
La Chambre d'assemblée du Bas-Canada, première chambre élective dans l'histoire du Québec.

En 1791, en réponse à l'afflux des loyalistes, le Parlement de Grande-Bretagne décide de procéder à un redécoupage de la province de Québec d'après un clivage ethnique, créant ainsi le Haut-Canada, à l'ouest, et le Bas-Canada, à l'est.
Londres adopte l'Acte constitutionnel, qui apporte différentes mesures visant à contenter les loyalistes tout en s'assurant de la loyauté des sujets francophones, dans un contexte social et politique influencé par la révolution américaine.
Dans le Bas-Canada, la pratique de la religion catholique et l'usage du droit civil  (Coutume de Paris) sont intégrés dans un système juridique mixte et un parlementarisme basé sur le système de Westminster.
En 1792, la nouvelle Chambre d'assemblée du Bas-Canada, dont les représentants sont élus, possède le pouvoir de prélever des impôts. La nouvelle Chambre d'assemblée du Bas-Canada est aussi une légitimation d'une démographie à plus forte influence francophone au Bas-Canada. En effet, peu après les débuts des travaux de l’Assemblée en 1793, les parlementaires, qui étaient francophones et anglophones, se sont entendus pour reconnaître le français légalement. Cette union des francophones et des anglophones dans une assemblée législative afin de reconnaître l’influence du français dans une société britannique allait devenir une des inspirations du bilinguisme et du multiculturalisme canadien,,.
Cette nouvelle assemblée fut un grand pas vers la démocratisation des colonies nord-américaines. Cependant, le gouverneur de l'Amérique du Nord britannique, nommé par le monarque britannique, possédait un droit de veto. De plus, le Conseil législatif du Bas-Canada, chambre haute à majorité anglophone, pouvait rejeter les projets de loi de la chambre basse. Ainsi, même si le peuple était représenté, le pouvoir est majoritairement exercé par la minorité anglophone. Par contre, le clergé catholique francophone venait contrebalancer en établissant une élite plus proche de la culture locale.
Sur le plan politique, le Parti canadien affronte le Parti bureaucrate. Le premier gouverneur du Bas-Canada est Sir Alured Clarke,.

### Immigration britannique

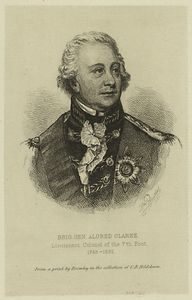
Sir Alured Clarke est le premier Gouverneur du Bas-Canada.

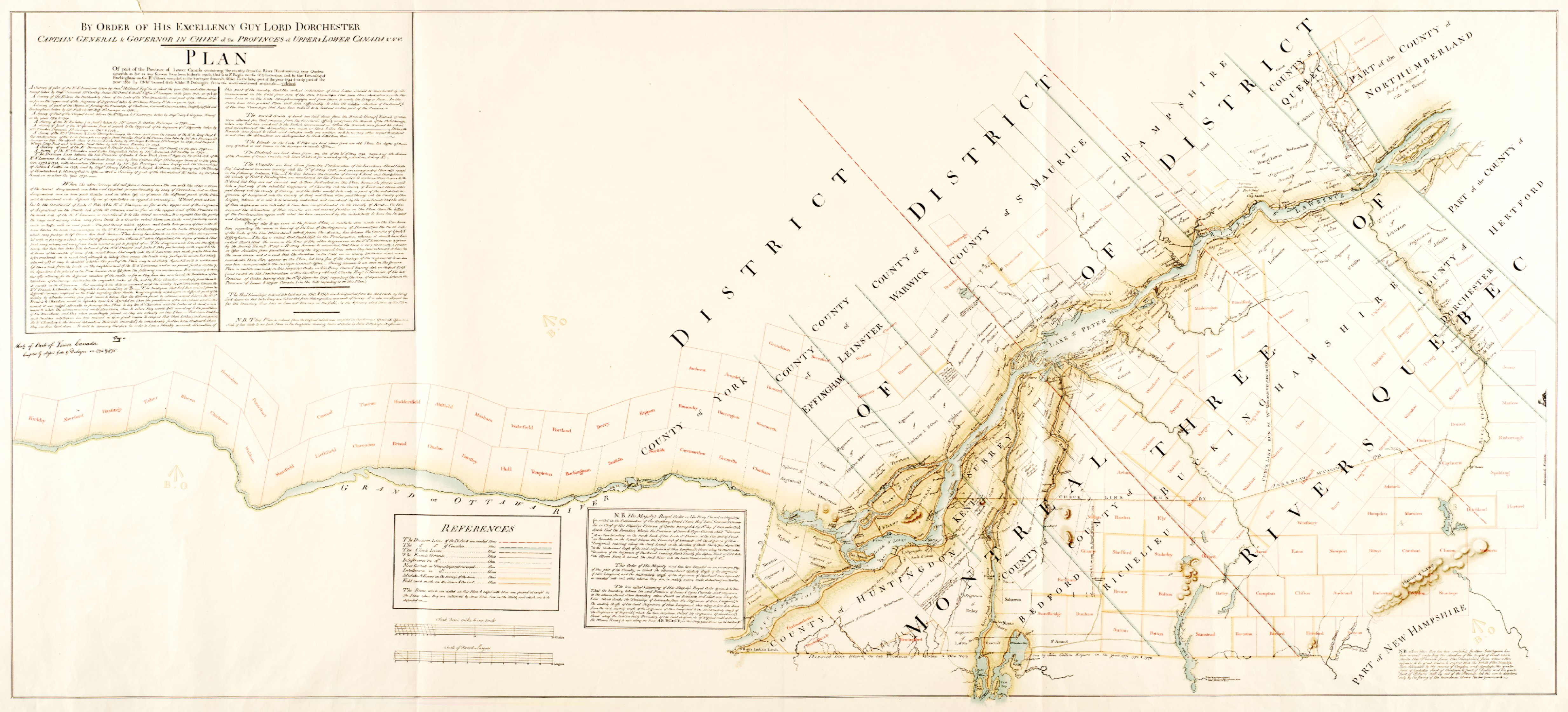
L'immigration en provenance de la Grande-Bretagne et de l'Irlande s'intensifie à l'aube du XIXe siècle. Le Bas-Canada est divisé en cantons pour recevoir des milliers de colons d’allégeance britannique.

Même si le Haut-Canada est voué à recevoir la majeure partie de l'immigration britannique et irlandaise en Amérique britannique, Londres encourage également l'immigration au Bas-Canada.
La région du Buckinghamshire se voit progressivement divisée en dizaines de cantons (les Cantons de l’Est) pour recevoir des colons.
On verra une immigration irlandaise significative au Bas-Canada influencer la démographie. Ce mouvement prendra de l'importance en 1847 lors de la grande Famine en Irlande.
Des écossais entre 1815 et 1870 composent aussi le profil de l'immigration au Bas-Canada. Ces Écossais se feront remarquer dans le domaine des affaires et de la politique. Ils dominent le commerce de la fourrure, le commerce du bois, la gestion des banques et des chemins de fer.
Du côté de l'immigration britanniques, on verra après 1815 une pression démographique s'intensifier dans les communautés rurales des rives du Saint-Laurent et de la rivière Richelieu après l'arrivée massive d'immigrants britanniques à la recherche de terres et d'emplois. La population anglaise croîtra alors rapidement.
Une immigration francophone symbolique et significative a toujours transcendé le territoire du Bas-Canada. D'un millier d'immigrants de 1760 à 1840, cette immigration s'est intensifiée après les rébellions de 1837-1838 et allait considérablement s'accroître après l'Acte d'Union de 1840.

### Guerre anglo-américaine
Lors de la guerre anglo-américaine de 1812, la milice coloniale compte théoriquement 60 000 hommes de 16 à 50 ans. Environ 10 000 conscrits et volontaires seront effectivement engagés jusqu'en 1815 ; 1 620 cas de désertion sont recensés à la suite entre autres de mauvaises conditions matérielles d’accueil des recrues,.

### Émergence du patriotisme
L'un des officiers bas-canadiens pendant la guerre anglo-américaine, Louis-Joseph Papineau, devient orateur à l'Assemblée législative du Bas-Canada en 1815. Patriote, il participe à la transformation du Parti canadien en Parti patriote, un parti ouvertement nationaliste. En 1826, il devient le chef de ce mouvement politique.

### Élitisme britannique grandissant

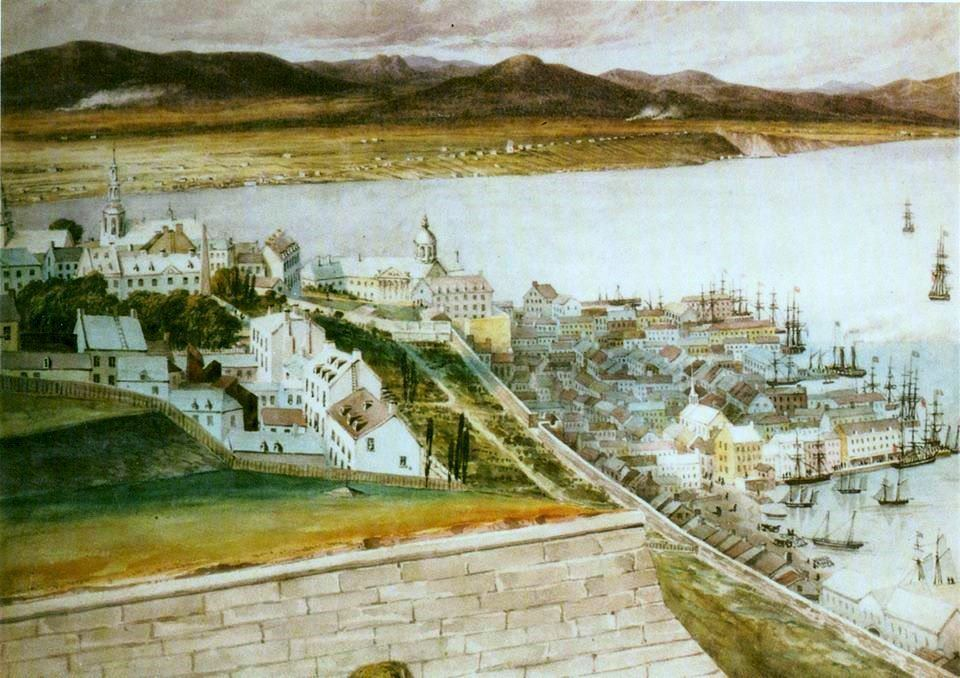
Québec, en 1836.

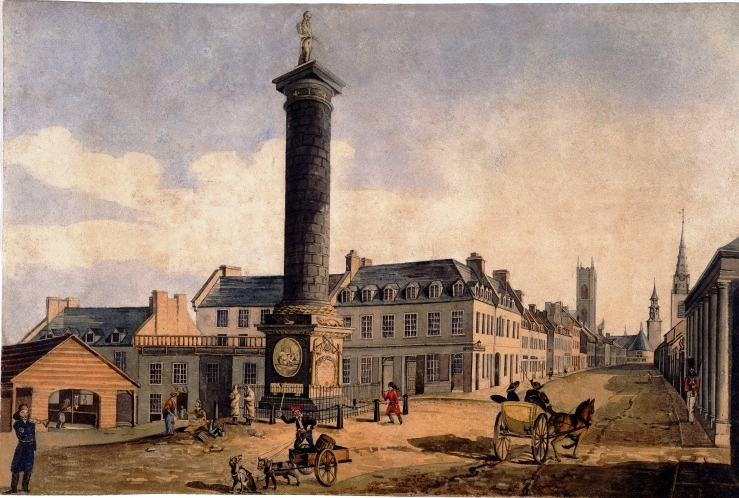
Montréal, en 1830.

Entre-temps, l'élitisme britannique est de plus en plus influent au Bas-Canada surtout en matière d'immigration. Au Haut-Canada un problème similaire est aussi apparu autour du pouvoir représenté par le système appelé Family Compact qui représente une mainmise ultra-conservatrice et oligarchique sur la société du Haut-Canada.
De nombreuses institutions, comme la Bank of Montreal (1817) ou la McGill University (1821), voient le jour.
Le projet d'unir le Haut et le Bas-Canada, pour créer une seule grande colonie britannique (province du Canada), commence à faire des adeptes.
Le gouverneur George Ramsay entretient de mauvais rapports avec les patriotes majoritairement francophones, jusqu'à s'opposer directement à Papineau. Dans cette lancée il prorogera la session parlementaire en 1827. En retour, des résolutions contre le gouverneur Ramsay sont envoyées à Londres. Le Parlement britannique décide finalement de le remplacer. Un comité spécial recommande de limiter l'intervention arbitraire du gouverneur et écarte le projet d'union entre les deux Canada.
Cependant, de nombreux leaders politiques nationalistes et francophones continuent de faire systématiquement l'objet d'attaques et d'accusations de sédition. Un d'entre eux, Ludger Duvernay, fonde la Société Saint-Jean-Baptiste en 1834.
Cette même année,en 1834, le Parti patriote (un parti politique nationaliste) domine la Chambre d'Assemblée et fait adopter 92 résolutions, une série de revendications envoyées au Parlement du Royaume-Uni. Ce dernier répond par une commission royale d'enquête. Le ministre britannique de l'Intérieur, John Russell, rejette en bloc les demandes du Bas-Canada dans ses 10 résolutions de Russell en mars 1837.

### Élite francophone
De son côté, l'élite francophone est orientée par un système d'éducation contrôlé par l'Église catholique qui la dirige essentiellement vers quatre professions : notaire, avocat, médecin ou prêtre.

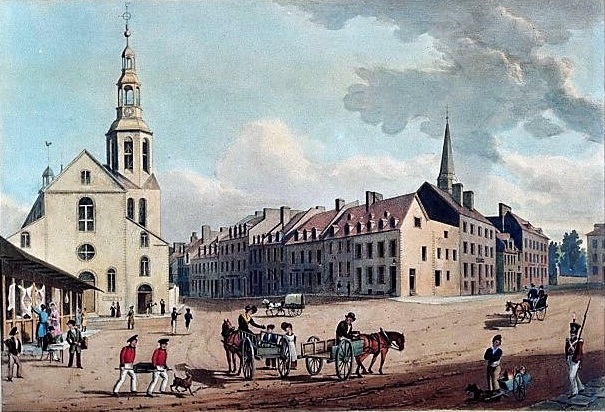
De façon générale, l'élite francophone au Bas-Canada était orientée par l'Église catholique qui elle-même tendait à faire partie de cette élite.

### Rébellion

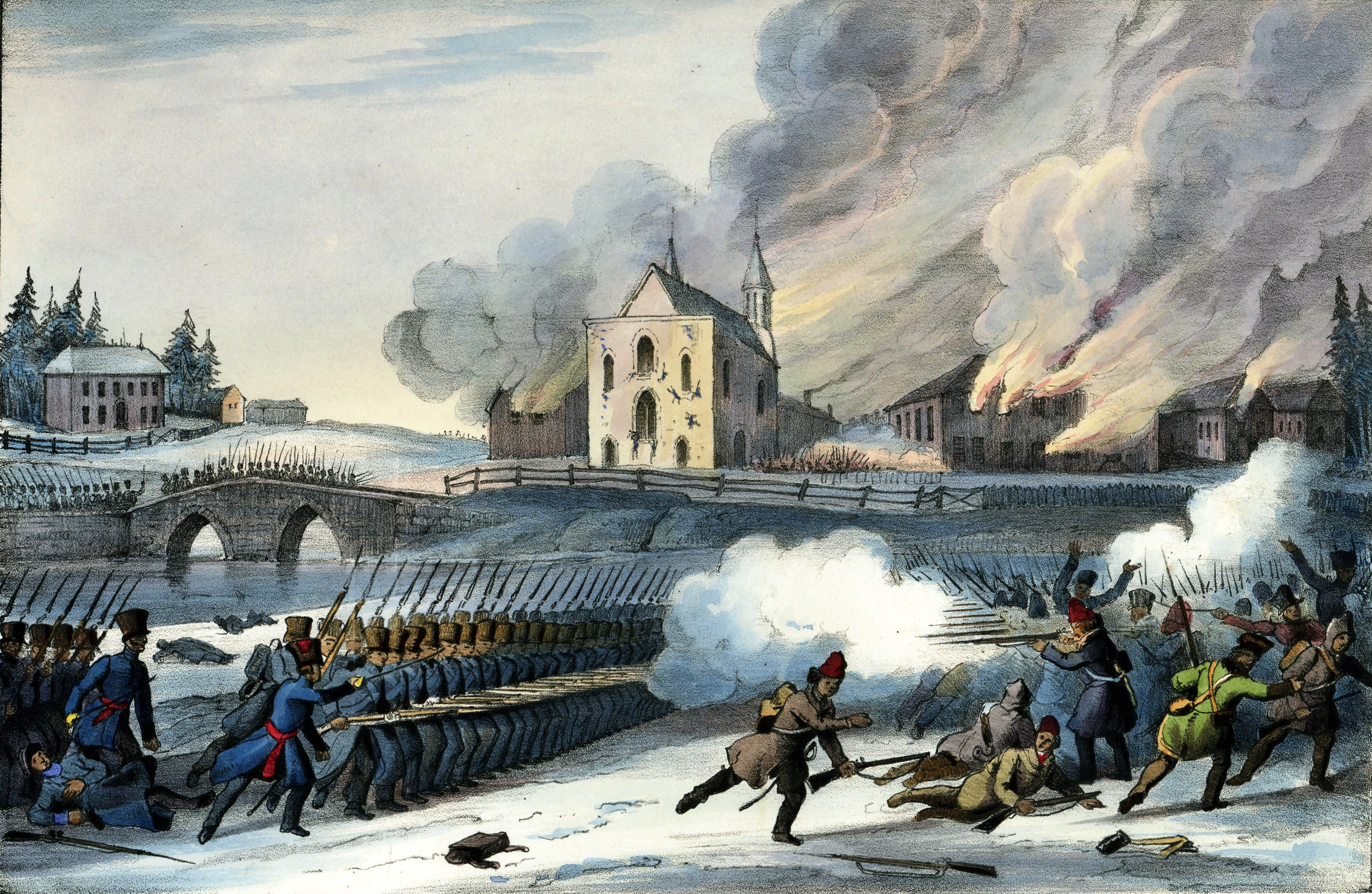
La bataille de Saint-Eustache en 1837.

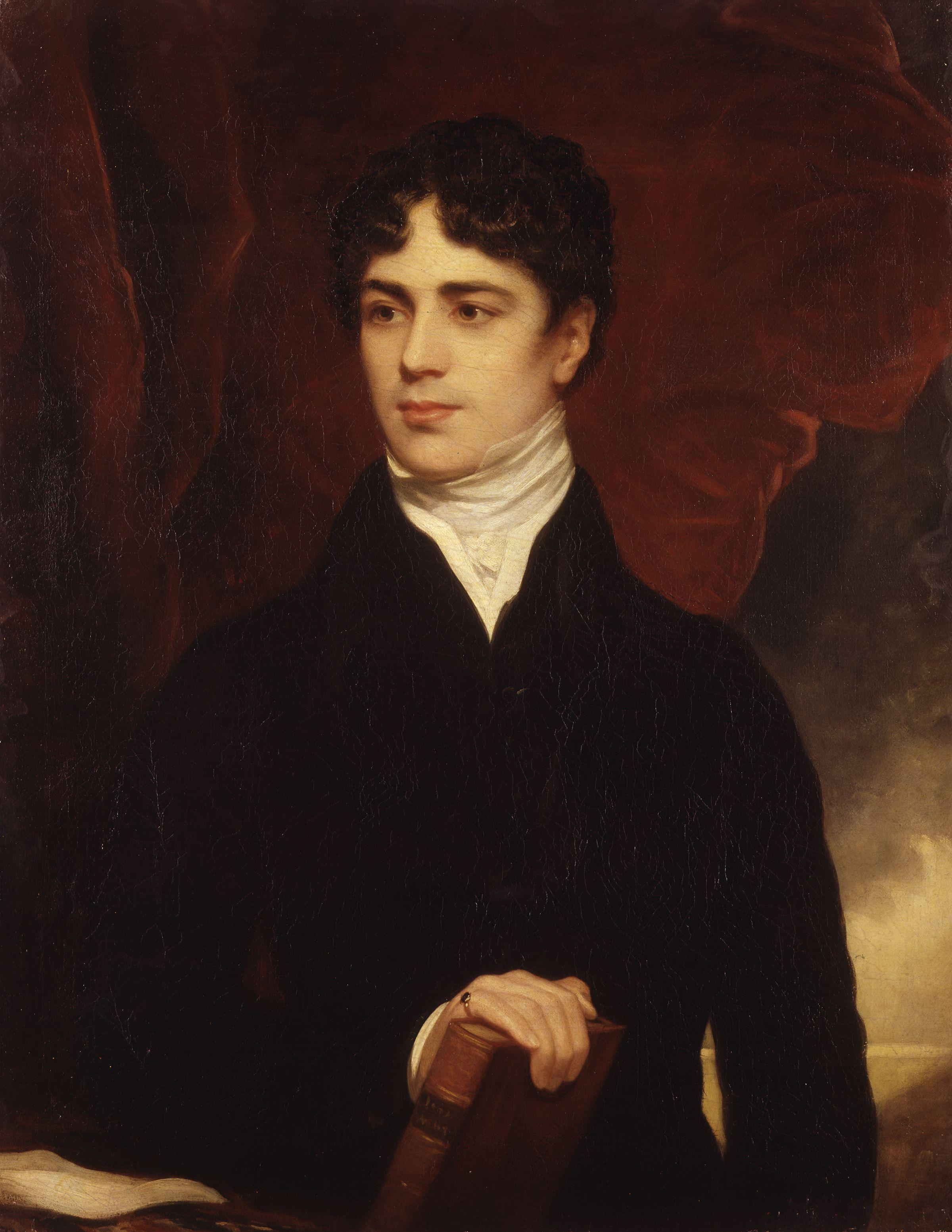
C'est Lord Durham qui proposera l'union des deux Canadas après les rébellions du Haut-Canada et du Bas-Canada.

La tension entre patriotes majoritairement francophones (mais contenant également des anglophones) et les conservateurs bureaucrates atteint un paroxysme à la fin des années 1830.
Deux organisations paramilitaires, la Société des Fils de la Liberté, une organisation nationaliste, et le Doric Club, une population du Bas-Canada restée loyale à la Couronne, s'affrontent physiquement à Montréal.
Le général John Colborne prépare les troupes britanniques contre l'insurrection des nationalistes du Parti patriote. L'église catholique prend le camp des britanniques. L'Assemblée des six-comtés, en Montérégie, annonce le conflit imminent. La Rébellion des Patriotes débute avec à sa tête Louis-Joseph Papineau mais également les frères Robert et Wolfred Nelson, intellectuels francophiles.
Par la suite, les patriotes subissent les défaites face aux troupes coloniales britanniques. Ils doivent se replier vers les États-Unis pour préparer une contre-attaque. Ces résistants, les Frères chasseurs, cherchent à établir des alliances avec les insurgés haut-canadiens et les Américains, sans succès. Papineau, de son côté, ne réussit pas à obtenir l'appui de la France.
En 1838, les patriotes réfugiés aux États-Unis dirigés par Robert Nelson proclament la république du Bas-Canada et invitent les volontaires américains à se joindre à eux. Le Président américain n'est cependant pas d'accord et menace de peines de prison tous ceux qui compromettront la neutralité du gouvernement des États-Unis.
En février 1839, le rapport Durham propose l'union entre le Haut et le Bas-Canada afin de faire face aux conséquences politiques des Rébellions du Haut et du Bas-Canada. L'union donnera naissance à la province du Canada en 1841.

## Politique

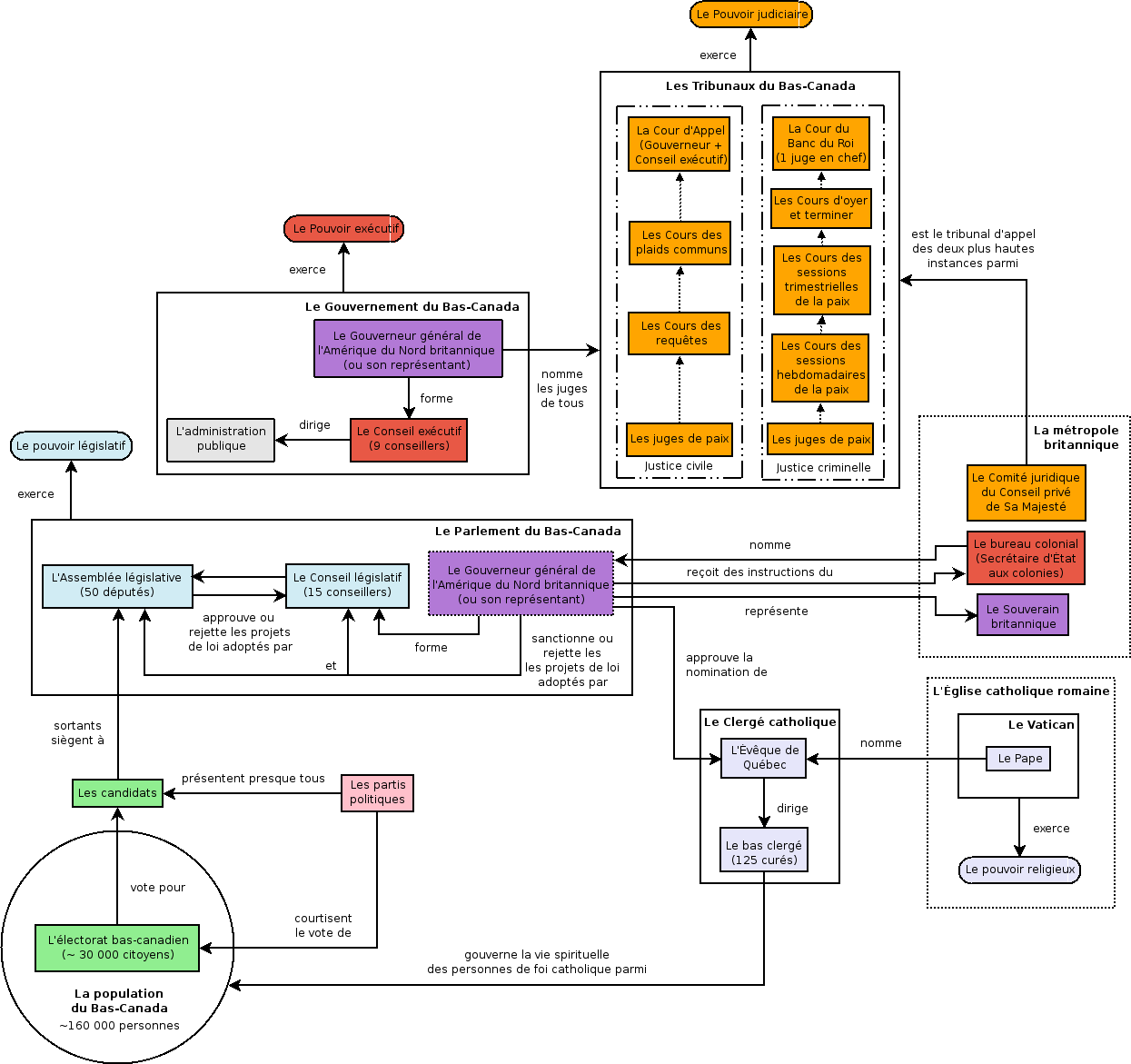
Constitution du Bas-Canada.

En vertu de l'Acte constitutionnel de 1791, le Bas-Canada était placé sous l'autorité du gouverneur général de l'Amérique du Nord britannique ou de son représentant. Contrairement au Haut-Canada, au Nouveau-Brunswick et à la Nouvelle-Écosse, il n'y avait pas de lieutenant-gouverneur attitré. Un Conseil législatif composé de quinze membres nommés assistait le Gouverneur, et un Conseil exécutif tiré de celui-ci servait de Cabinet.
Cependant la plus grande nouveauté était la création de la Chambre d'assemblée du Bas-Canada, composée de représentants élus par la population. Il s'agit de la première assemblée élue au suffrage censitaire. Certaines femmes ont pu voter pendant toute l'existence du Bas-Canada ; en effet l'Acte constitutionnel octroyait le droit de vote à toute personne propriétaire (sexe non mentionné) de plus de 21 ans. Cependant le nombre de femmes se prévalant de ce droit semble avoir été marginal et cette situation allait contre les mœurs de l'époque. Voter était dangereux à l'époque (batailles de rues, fusillades, etc.).

## Démographie
| 1791    | 1806    | 1814    | 1822    | 1825    | 1827    | 1831    | 1841    |
| ------- | ------- | ------- | ------- | ------- | ------- | ------- | ------- |
| 160 000 | 250 000 | 335 000 | 427 465 | 479 288 | 473 475 | 553 134 | 650 000 |

## Transport

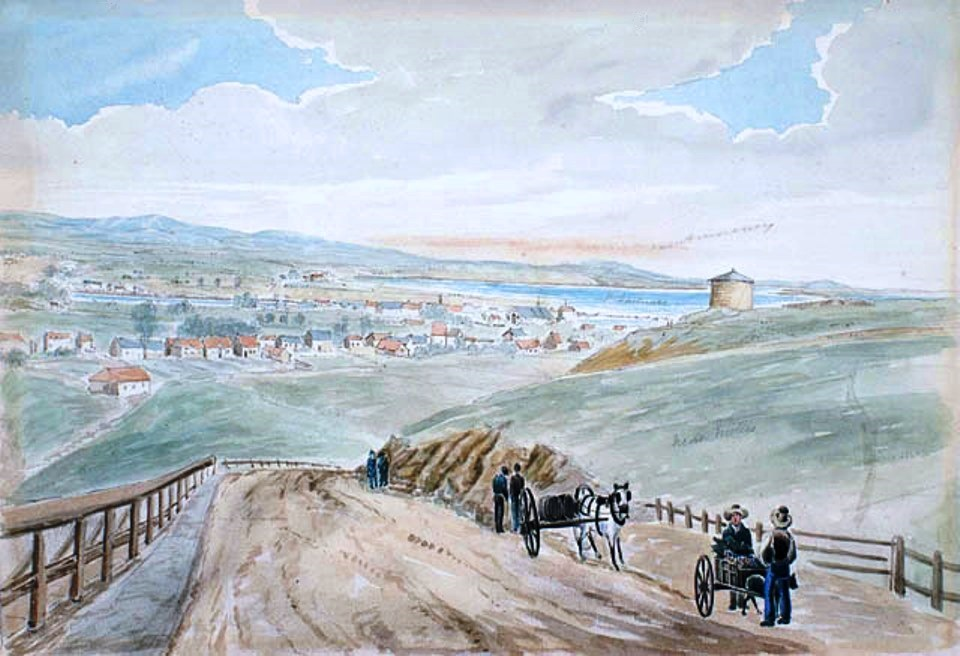
Chemin rural vers 1830, aujourd'hui l'Avenue De Salaberry.

Le fleuve Saint-Laurent occupe un rôle crucial dans les transports au Bas-Canada. Non seulement ce dernier traverse la colonie d'est en ouest, mais il permet également d'accéder à la colonie du Haut-Canada en amont. Ce trajet est facilité par la construction du canal de Lachine dans les années 1820. Même en hiver, le fleuve est utilisé par pont de glace. Les ports de la province, et plus particulièrement le port de Québec, sont essentiels à l'économie.
Le 19 août 1809, le navire Accommodation devient le premier bateau à vapeur à naviguer sur le fleuve.
Le réseau routier se développe progressivement bien que le chemin du Roy, construit à partir des années 1660, demeure le lien principal entre Montréal et Québec. La création de nouveaux liens routiers vers les régions sans voies navigables devient pressante. Le chemin Craig, reliant Québec aux États-Unis, est construit vers 1810.
Un premier chemin de fer est inauguré en 1836 entre La Prairie et Saint-Jean-sur-Richelieu.

## Économie

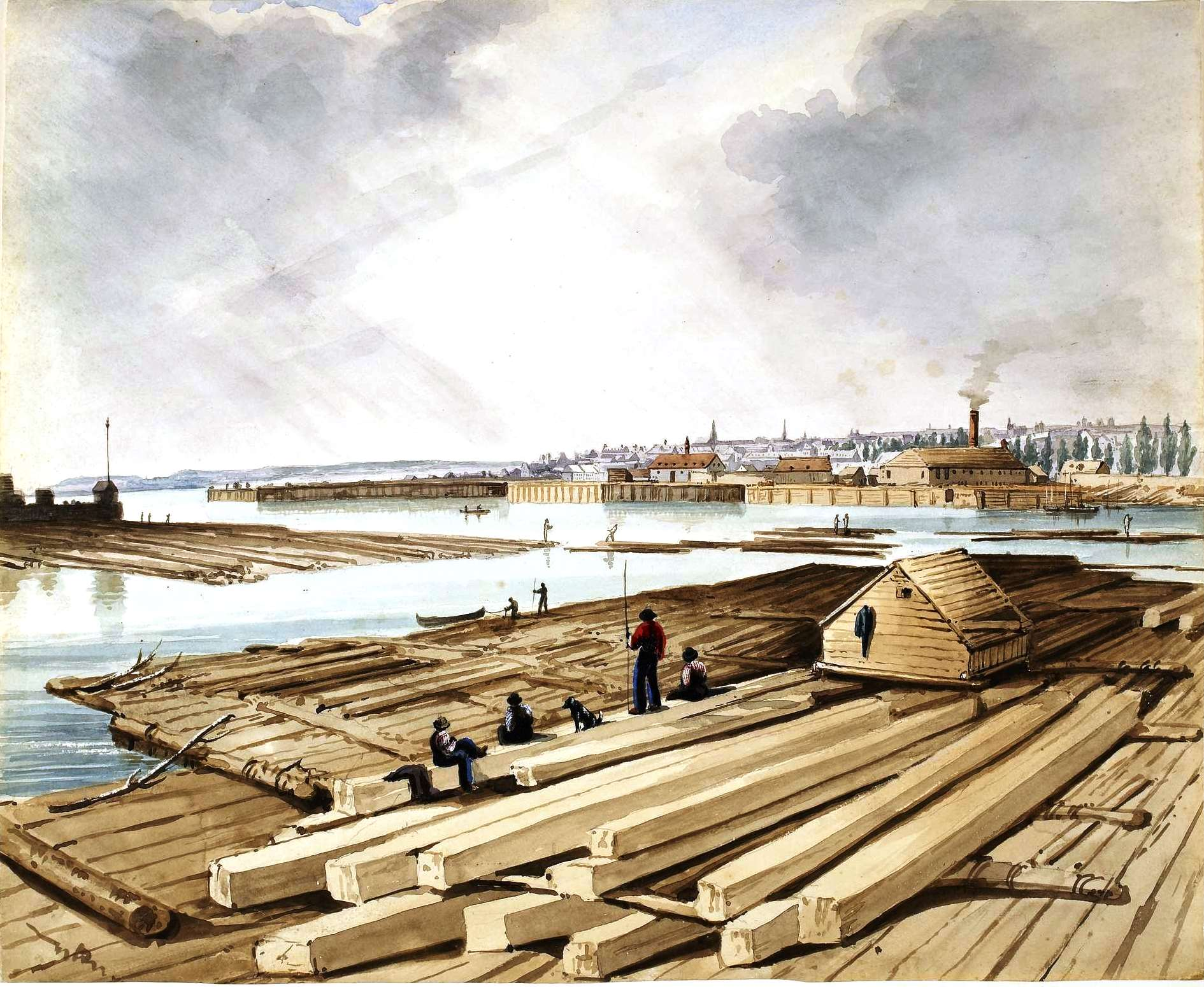
Port de Québec vers 1837.

La monnaie du Bas-Canada est la livre du cours d'Halifax, notée £. Cependant, la population francophone continue fréquemment de compter en livre de 20 sols, notée #. Vers 1800, 1 livre d'Halifax vaut 0,9 livre sterling, et 1 livre d'Halifax vaut 24 livres de 20 sols. 
Le Bas-Canada s'inscrit dans une période de pré-industrialisation caractérisée par la naissance de l'industrie du bois. La population rurale vit de l'agriculture et de l'élevage. Cependant, la colonie fournit des matières premières au Royaume-Uni dont du blé, du bois et des fourrures. Elle reçoit en retour des produits transformés ou fabriqués comme du tissu, des instruments, du sucre et du thé. Les guerres napoléoniennes, source de blocus commerciaux en Europe, ont pour conséquence de faire naître une véritable industrie du bois au Bas-Canada vers 1820. Le bois devient un puissant moteur économique en ville comme en campagne, que ce soit pour la coupe, la drave, la transformation ou la construction navale,.
Le métier de cultivateur est, de loin, le plus pratiqué au Bas-Canada. Durant l'hiver, une partie des cultivateurs travaillent dans les chantiers forestiers. L'urbanisation, grâce à l'industrialisation, s'accélère avec une augmentation du nombre d'ouvriers dans les ports, les commerces et les carrières.

## Culture

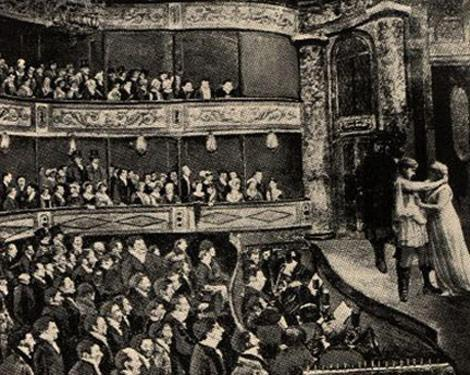
Théâtre Royal de Montréal.

Au début du XIXe siècle, l'alimentation au Bas-Canada était variée et copieuse. La population se réjouissait de la disponibilité d’un large éventail de produits alimentaires : viande, fruits et légumes du potager, pain, fromage, beurre, œufs, poisson, gibier, porc, volaille, sirop d’érable, fèves au lard. Ces aliments étaient disponibles dans des centaines d’épiceries, boucheries, boulangeries et tavernes qui se trouvaient principalement dans les villes.
À l’époque coloniale, l’habillement variait selon l’appartenance sociale des habitants. Les paysans portaient des vêtements simples, en laine, en toile ou en coton. Les femmes portaient des jupes et des blouses avec des châles et des mocassins. Les hommes portaient des gilets et des ceintures fléchées. Lors de grands froids, les gens portaient des tuques. En ville, la mode était inspirée des habits parisiens, mais prenait des traits canadiens-français distingués. Les robes et les tuniques étaient confectionnées avec des tissus riches de soie et de velours. De plus, les chapeaux hauts fabriqués de feutre étaient d’un grand intérêt.
La première moitié du XIXe siècle les expositions, inspirées des expositions coloniales, étaient des présentations ludiques où le public avait accès à des objets qui piquaient leur curiosité. Comme la présentation d’un objet ou des objets au public. Cette forme d’amusement voyageait périodiquement à travers le pays. Elles se sont rapidement établies à Montréal et à Québec. En effet, l’art avait une grande place au sein de la société. En 1802, Joseph Quesnel écrit sa première pièce de théâtre : L'anglomanie ou le dîner à l'angloise. En décembre, 1825 le Théâtre royal de Montréal fut inauguré.